# Patí Hoquei Club Sant Cugat
Maillots
Dernière mise à jour : 1er février 2019.
Le Patí Hoquei Club Sant Cugat est un club de rink hockey fondé en 1967 et situé à Sant Cugat del Vallès dans le Vallès Occidental en Catalogne. Il évolue actuellement dans le championnat d'Espagne de rink hockey.